# W Radio Mas
W Radio Mas, también conocida como W+, es una estación de radio de programación musical en español e inglés de los 70's, 80's, 90's y 2000's, propiedad de Caracol Radio. Comenzó a emitir el 1 de julio de 2020.

## Historia
En 2020, inicio sus emisiones exclusivamente en la ciudad de Medellín en la frecuencia 99.4 FM en reemplazo de Los 40 ya que dicha emisora había salió del aire en todas sus frecuencias el 30 de junio de 2020 al fusionarse con Oxígeno y de ahí generar a Oxígeno by los 40 y Los 40 Urban entre 1 de julio de ese mismo año y el 30 de junio de 2023, para ambos casos, antes de regresar al dial por parte Los 40 al día siguiente (1 de julio de 2023).

## Frecuencias
| Ciudad   | Nombre comercial | Frecuencia | Código de identificación |
| -------- | ---------------- | ---------- | ------------------------ |
| Medellín | W Radio Mas      | 99.4 FM    | HJG53                    |